# Festus Mogae
Festus Gontebanye Mogae, född 21 augusti 1939 i Serowe, är en botswansk ekonom och politiker som var president i Botswana 1998-2008. 
Mogae var presidentens sekreterare 1982-1989, finans- och utvecklingsminister 1989-1998 och vicepresident 1992-1998. Han blev president 1998 då han efterträdde Quett Masire, och blev omvald 2004. Mogae har studerat ekonomi vid Oxford University och har jobbat för Internationella valutafonden och Bank of Botswana. Han avgick som president 1 april 2008, och efterträddes av Ian Khama.
År 2008 fick Festus Mogae Mo Ibrahimpriset för afrikanskt statsmannaskap.